# Pieverling (Adelsgeschlecht)
Pieverling ist der Name eines altmärkisch-bayerischen Adelsgeschlechts.

## Geschichte
Das Geschlecht gehört zum altmärkischen Uradel. Mit Rodeger de Pieverlinge, Zeugen in einer Urkunde des Grafen Albrecht II. von Arneburg, wurde die Familie 1204 zuerst urkundlich genannt. Stammhaus der Familie war Käcklitz mit Rosenhof, wo sie auch lange Zeit das Patronat innehatten. Zu Käcklitz sollen sie bereits 1321 gesessen haben, wurden 1373 erneut belehnt. Die Stammreihe beginnt mit Klaus von Pywerlingh, der 1463 mit den väterlichen Gütern Rosenhof und Kaecklitz erneut belehnt wird. Am 3. August 1820 wurde die Familie mit Friedrich von Pieverling (1751–1823) in die Adelsmatrikel des Königreichs Bayern aufgenommen.
in der Dorfkirche Hindenburg finden sich mehrere Epitaphe mit Ahnenproben der Familie.

## Angehörige
- Hans Christoph von Pieverling (1714–1785), preußischer Landrat im Stendalischen Kreis

## Wappen

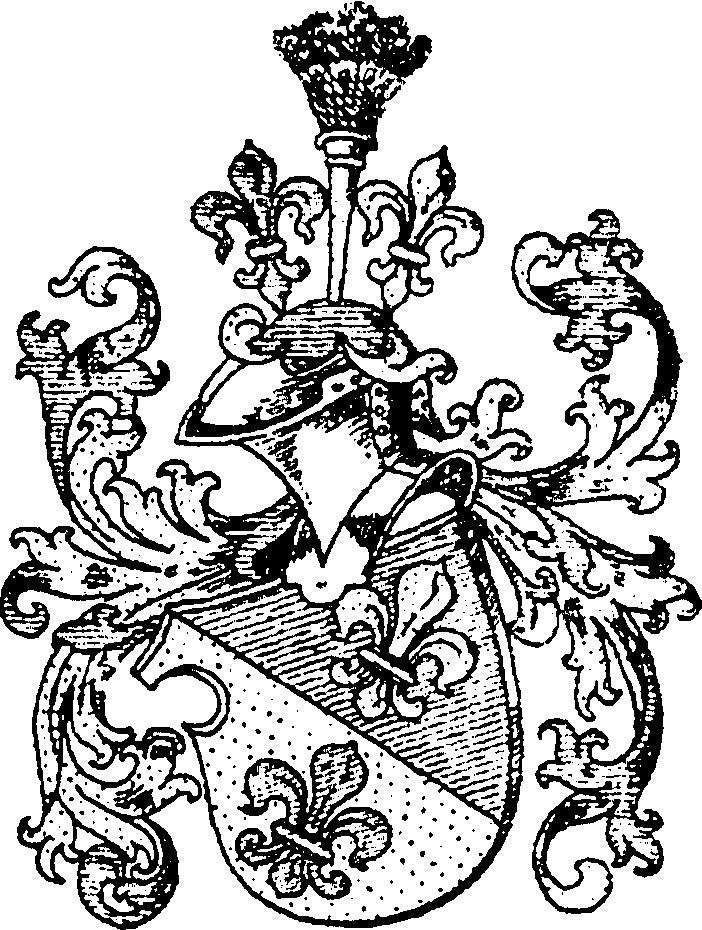
Wappen derer von Pieverling

Im von Blau und Gold schrägrechts geteilten Schilde zwei Lilien verwechselter Farbe. Auf dem Helm mit blau-goldenen Decken ein mit natürlichen Pfauenfedern besteckter, goldener Spickel, beseitet von einer blauen und einer goldenen Lilie.